# دوفینگ (تگزاس)
دوفینگ (به انگلیسی: Doffing) یک منطقهٔ مسکونی در ایالات متحده آمریکا است که در شهرستان ایدالگو، تگزاس واقع شده‌است. دوفینگ ۱۱٫۲ کیلومتر مربع مساحت و ۵٬۰۹۱ نفر جمعیت دارد و ۵۹ متر بالاتر از سطح دریا واقع شده‌است.